# ولتشیتسه (ناحیه یسنیک)
ولتشیتسه (به چکی: Vlčice) یک منطقهٔ مسکونی در جمهوری چک است که در ناحیه یسنیک واقع شده‌است. ولتشیتسه ۱۸٫۶۴ کیلومتر مربع مساحت و ۴۲۵ نفر جمعیت دارد و ۳۳۹ متر بالاتر از سطح دریا واقع شده‌است.